# Parapenaeopsis aroaensis
Parapenaeopsis aroaensis är en kräftdjursart som beskrevs av Hall 1962. Parapenaeopsis aroaensis ingår i släktet Parapenaeopsis och familjen Penaeidae. Inga underarter finns listade i Catalogue of Life.